# Списък на 100-те най-велики украински литературни произведения (подготвен от украинския ПЕН клуб)
Списъкът на 100-те най-велики украински литературни произведения е първият литературен списък на най-великите 100 произведения на литературата, написани на украински език.
Съставен е от членове на украинския клон на Международния ПЕН клуб, съвместно с онлайн списанието „The Ukrainians“, през 2019 г.
През 2021 г. е публикуван и списък на 100-те най-емблематични романа или разказа на украински език, озаглавен „От Кулиш до наши дни“.

## Цел на проекта
Според уебсайт на проекта целите на представения списък са следните:
1. представяне на пълнотата и многообразието на украинската литература;
2. привличане на вниманието на украинските и чуждестранните читатели към важни произведения, които са били забравени или малко известни по различни причини;
3. насочване на вниманието на издателите, библиотекарите и културните мениджъри към тези произведения, които трябва да бъдат преиздадени и преосмислени, да бъдат във фондовете на украинските книжни колекции;
4. насърчаване на местните медии към по-често писане и дискутиране на украинската литература.

## Критерии за подбор
Съставителите на списъка определят 5 критерия за подбор на произведения:
1. Всички произведения трябва да се характеризират със специфичен авторски стил, да предлагат нови идеи и размисли, да влияят върху развитието на украинския език и формирането на Украйна.
2. Списъкът се състои от произведения на украински език, написани в периода XVIII – XXI век.
3. Списъкът включва следните видове литературно изкуство: поезия, проза, драматургия, есета и мемоари, но не включва научни публикации.
4. Списъкът включва следните литературни жанрове: роман, повест, новела, разказ, поема, както и сборници с разкази, романи или стихотворения, които авторът е събрал в цялостно завършено произведение.
5. Всеки автор е представен в списъка само с едно произведение.

## Каноничност в украинската литература
Съставителите на списъка подчертават, че „този списък не е каноничен за украинската литература, тъй като не включва обширен и важен пласт от древна литература, както и произведения на други езици, които са важен компонент от украинската литература. Освен това в украинския ПЕН клуб членуват автори на различна възраст, с различно образование и различна степен на участие в съвременния литературен процес. Следователно този списък не е каноничен, а представлява само един етап в опитите за разработване на методика за съставяне на такъв канон“.
Според съставителите „този списък не е предназначен за филолози, литературоведи или критици. Основната му аудитория са читателите, които благодарение на този списък имат възможност да разберат многостранния характер на украинската литература, да открият за себе си произведения, които са били забравени или пренебрегнати от училищната програма, и най-важното – да изпитат радост от четенето на родния си език, за себе си и за своята страна“.

## Списък с творби
| Автор                       | Произведение                                                                                                 | Заглавие на украински                                                                                   |
| --------------------------- | --- | --- |
| Емма Андиевска              | Роман за човешката съдба                                                                                     | Роман про людське призначення                                                                           |
| София Андрухович            | Феликс Австрия                                                                                               | Фелікс Австрія                                                                                          |
| Юрий Андрухович             | Перверзия | Перверзія                                                                                               |
| Борис Антоненко-Давидович   | Сибирски разкази                                                                                             | Сибірські новели                                                                                        |
| Бохдан-Ихор Антонич         | Зелено Евангелие                                                                                             | Зелена Євангелія                                                                                        |
| Иван Багряни                | Гетсиманската градина                                                                                        | Сад Гетсиманський                                                                                       |
| Микола Бажан                | Карби | Карби                                                                                                   |
| Васил Барка                 | Жълтият княз                                                                                                 | Жовтий князь                                                                                            |
| Иван Билик и Панас Мирний   | Реват ли воловете, когато яслите са пълни?                                                                   | Хіба ревуть воли, як ясла повні?                                                                        |
| Наталка Билоцеркивец        | Хотел Централ                                                                                                | Готель Централь                                                                                         |
| Володимир Винниченко        | Записки на къдрокосия Мефистофел                                                                             | Записки кирпатого Мефістофеля                                                                           |
| Юрий Винничук               | Танго на смъртта                                                                                             | Танґо смерті                                                                                            |
| Остап Вишня                 | Ловни усмивки                                                                                                | Мисливські усмішки                                                                                      |
| Ирина Вилде                 | Сестри Ричински                                                                                              | Сестри Річинські                                                                                        |
| Микола Винхрановски         | Сто стихотворения (сборник)                                                                                  | Сто поезій (збірка)                                                                                     |
| Марко Вовчок                | Институтка                                                                                                   | Інститутка                                                                                              |
| Микола Воробьов             | Без кора | Без кори                                                                                                |
| Васил Херасимюк             | Детски трепети                                                                                               | Діти трепети                                                                                            |
| Васил Холобородко           | Летящият прозорец (сборник)                                                                                  | Летюче віконце (збірка)                                                                                 |
| Иван Дзюба                  | Спомени и размисли на финалната права                                                                        | Спогади і роздуми на фінішній прямій                                                                    |
| Олександр Довженко          | Омагьосаната Десна                                                                                           | Зачарована Десна                                                                                        |
| Виктор Домонтович           | Доктор Серафикус                                                                                             | Доктор Серафікус                                                                                        |
| Михайло Драй-Храма          | Кълнове (сборник)                                                                                            | Проростень (збірка)                                                                                     |
| Иван Драч                   | Делнични балади                                                                                              | Балади буднів                                                                                           |
| Оксана Забужко              | Полеви изследвания на украинския секс                                                                        | Польові дослідження з українського сексу                                                                |
| Павло Захребелний           | Чудо | Диво |
| Микола Зеров                | Камена | Камена                                                                                                  |
| Роман Иваничук              | Слезове | Мальви                                                                                                  |
| Юрко Издрик                 | Воцек и воцекургия                                                                                           | Воццек & воццекургія                                                                                    |
| Серхий Жадан                | Ворошиловград                                                                                                | Ворошиловград                                                                                           |
| Ирина Жиленко               | Евангелие от лястовицата                                                                                     | Євангеліє від ластівки                                                                                  |
| Майк Йохансен               | Пътуването на учения доктор Леонардо и неговата бъдеща любовница, красивата Алцест, до Слобожанска Швейцария | Подорож ученого доктора Леонардо і його майбутньої коханки прекрасної Альчести у Слобожанську Швайцарію |
| Ихор Калинец                | Събудената муза                                                                                              | Пробуджена муза                                                                                         |
| Иван Карпенко-Карий         | Бездарник | Безталанна                                                                                              |
| Григорий Квитка-Основяненко | Конотопска вещица                                                                                            | Конотопська відьма                                                                                      |
| Леонид Кисельов             | Живеем само два пъти                                                                                         | Тільки двічі живемо…                                                                                    |
| Марияна Кияновска           | Бабин Яр | Бабин Яр                                                                                                |
| Олга Кобилянска             | Valse mélancolique                                                                                           | Valse mélancolique                                                                                      |
| Васил Кожелянко             | Парад в Москва                                                                                               | Дефіляда в Москві                                                                                       |
| Юрий Косач                  | Еней и живота на другите                                                                                     | Еней і життя інших                                                                                      |
| Лина Костенко               | Над бреговете на вечната река                                                                                | Над берегами вічної ріки                                                                                |
| Иван Котляревски            | Енеида | Енеїда                                                                                                  |
| Михайлина Коцюбинска        | Книга със спомени                                                                                            | Книга споминів                                                                                          |
| Михайло Коцюбински          | Сенките на забравените предци                                                                                | Тіні забутих предків                                                                                    |
| Ахатанхел Кримски           | Андрий Лаховски                                                                                              | Андрій Лаговський                                                                                       |
| Микола Кулиш                | Мина Мазайло                                                                                                 | Мина Мазайло                                                                                            |
| Пантелеймон Кулиш           | Черно събрание                                                                                               | Чорна рада                                                                                              |
| Олех Лишеха                 | Приятелю Ли Бо, братко Ду Фу                                                                                 | Друже Лі Бо, брате Ду Фу                                                                                |
| Юрий Луцки                  | Години на надежди и загуби                                                                                   | Роки сподівань і втрат                                                                                  |
| Аркадий Любченко            | Дневник | Щоденник                                                                                                |
| Йевхен Маланюк              | Книга с наблюдения                                                                                           | Книга спостережень                                                                                      |
| Иван Малкович               | Всичко е наблизо                                                                                             | Все поруч                                                                                               |
| Таня Малярчук               | Отгоре надолу                                                                                                | Згори вниз                                                                                              |
| Мирослав Маринович          | Вселената зад бодливата тел                                                                                  | Всесвіт за колючим дротом                                                                               |
| Мария Матиос                | Сладката Даруся                                                                                              | Солодка Даруся                                                                                          |
| Тарас Мелничук              | Князът на росата                                                                                             | Князь роси                                                                                              |
| Атила Могилни               | Киевски контури (сборник)                                                                                    | Київські контури (збірка)                                                                               |
| Кост Москалец               | Човек на леда                                                                                                | Людина на крижині                                                                                       |
| Виктор Неборак              | Летящата глава (сборник)                                                                                     | Літаюча голова (збірка)                                                                                 |
| Иван Нечуй-Левицки          | Кайдашево семейство                                                                                          | Кайдашева сім'я                                                                                         |
| Олександър Олес             | Радостта прегърна скръбта                                                                                    | З журбою радість обнялась                                                                               |
| Олег Олжич                  | Под замъка                                                                                                   | Підзамче                                                                                                |
| Тодос Осмачка               | Старши болярин                                                                                               | Старший боярин                                                                                          |
| Валерян Пидмогилни          | Град | Місто                                                                                                   |
| Йевхен Плужник              | Три сборника                                                                                                 | Три збірки                                                                                              |
| Леонид Плюшч                | В карнавала на историята                                                                                     | У карнавалі історії                                                                                     |
| Лес Подервянски             | Павлик Морозов                                                                                               | Павлік Морозов                                                                                          |
| Юрко Позаяк                 | Шедьоври | Шедеври                                                                                                 |
| Тарас Прохаско              | ТруднОсти | НепрОсті                                                                                                |
| Максим Рилски               | Под есенните звезди                                                                                          | Під осінніми зорями                                                                                     |
| Ихор Римарук                | Девата от Обида                                                                                              | Діва Обида                                                                                              |
| Бохдан Рубчак               | Мити метаморфоза, или Търсенето на добрия свят                                                               | Міти метаморфоз, або Пошуки доброго світу                                                               |
| Степан Рудански             | Разговори | Співомовки                                                                                              |
| Микола Рябчук               | Украинската Фаустова дилема: Гражданско общество и „развитие на държавата“                                   | Дилема українського Фауста: громадянське суспільство і «розбудова держави»                              |
| Улас Самчук                 | Мария | Марія                                                                                                   |
| Йевхен Сверстюк             | Блудните синове на Украйна                                                                                   | Блудні сини України                                                                                     |
| Володимир Свидзински        | Събирачът на мед                                                                                             | Медобір                                                                                                 |
| Иван Свитлични              | Имам само една дума                                                                                          | У мене тільки слово                                                                                     |
| Михаил Семенко              | Кобзар | Кобзар                                                                                                  |
| Григорий Сковорода          | Градина на божествените песни                                                                                | Сад божественних пісень                                                                                 |
| Вадим Скуративски           | История и култура                                                                                            | Історія та культура                                                                                     |
| Володимир Сосюра            | Трета Рота                                                                                                   | Третя Рота                                                                                              |
| Михайло Старицки            | Преследване на два заека                                                                                     | За двома зайцями                                                                                        |
| Васил Стефаник              | Синя книга                                                                                                   | Синя книжечка                                                                                           |
| Васил Стус                  | Палимпсести                                                                                                  | Палімпсести                                                                                             |
| Павло Тичина                | Слънчеви кларинети                                                                                           | Сонячні кларнети                                                                                        |
| Хрихир Тютюнник             | Три кукувици с лък                                                                                           | Три зозулі з поклоном                                                                                   |
| Хрихорий Тютюнник           | Вир | Вир |
| Леся Украинка               | Горска песен                                                                                                 | Лісова пісня                                                                                            |
| Олес Уляненко               | Сталинка | Сталінка                                                                                                |
| Иван Франко                 | Мойсей | Мойсей                                                                                                  |
| Микола Хвильови             | Аз (Романтика)                                                                                               | Я (Романтика)                                                                                           |
| Хнат Хоткевич               | Каменна душа                                                                                                 | Камінна душа                                                                                            |
| Хрицко Чубай                | Петокнижие                                                                                                   | П'ятикнижжя                                                                                             |
| Тарас Шевченко              | Кобзар (сборник)                                                                                             | Кобзар (збірка)                                                                                         |
| Валерий Шевчук              | Къща в планината                                                                                             | Дім на горі                                                                                             |
| Юрий Шерех-Шевельов         | Аз – мен – за мен (и всички наоколо)                                                                         | Я— мене— мені (і довкруги)                                                                              |
| Гео Шкурупий                | Врата през деня                                                                                              | Двері в день                                                                                            |
| Юрий Яновски                | Капитан на кораба                                                                                            | Майстер корабля                                                                                         |

## Връзки
1. Списъкът на уебсайта „The Ukrainians“ Архив на оригинала от 2019-09-29 в Wayback Machine.
2. Презентация на проекта „Від Сковороди до сьогодення: 100 знакових творів українською мовою“ в
3. Предговор към проекта на литературния критик Тамара Гундорова: Ноевият ковчег от украинския ПЕН: ТОП-100 емблематични украиноезични произведения Архив на оригинала от 2019-11-05 в Wayback Machine.
4. Плагиатството е вирус, който прониква в нашето общество: интервю с Тамара Гундорова Архив на оригинала от 2020-02-01 в Wayback Machine.
5. Беше съставен първият списък с топ 100 най-емблематични произведения на украински език Архив на оригинала от 2020-02-01 в Wayback Machine.
6. Топ 100 най-емблематични произведения на украински език включват роман на карпатски писател (списък) Архив на оригинала от 2020-02-01 в Wayback Machine.
7. Украинският ПЕН състави списък с топ 100 нак-емблематични произведения на украинската литература Архив на оригинала от 2020-02-01 в Wayback Machine.
8. За първи път в Украйна беше публикуван литературният топ 100 Архив на оригинала от 2020-02-01 в Wayback Machine.
9. „Ден“ проучи топ 100 на новата украинска литература Архив на оригинала от 2020-09-27 в Wayback Machine.

|  | Тази страница частично или изцяло представлява превод на страницата „Список 100 найкращих українських літературних творів (за версією Українського ПЕН-клубу)“ в Уикипедия на украински. Оригиналният текст, както и този превод, са защитени от Лиценза „Криейтив Комънс – Признание – Споделяне на споделеното“, а за съдържание, създадено преди юни 2009 година – от Лиценза за свободна документация на ГНУ. Прегледайте историята на редакциите на оригиналната страница, както и на преводната страница, за да видите списъка на съавторите. ВАЖНО: Този шаблон се отнася единствено до авторските права върху съдържанието на статията. Добавянето му не отменя изискването да се посочват конкретни източници на твърденията, които да бъдат благонадеждни. |